# Martín Vilallonga
Martín Raúl Vilallonga (* 8. Oktober 1970 in San Rafael) ist ein ehemaliger argentinischer Fußballspieler.

## Karriere
Vilallonga begann seine Karriere 1990 beim Erstligisten CA Independiente. 1991 wechselte er zu Estudiantes de La Plata. 1993 kehrte er zu Independiente zurück. Mit Independiente wurde er 1993/94 argentinischer Meister (Clausura). 1995 wechselte er zum mexikanischen Toros Neza. Von 1996 bis 1998 war er bei Racing Club de Avellaneda unter Vertrag. 1998 wechselte er zu Lanús. 2001 wechselte er zum peruanischen Universitario de Deportes. Mit dem Verein wurde er 2002 peruanischer Meister (Apertura). Von 2002 bis 2003 war er beim mexikanischen Club León unter Vertrag. 2003 kehrte er nach Argentinien zurück. Danach spielte er bei Arsenal de Sarandí, Instituto Atlético Central Córdoba und Argentino de Mendoza. 2006 beendete er seine Karriere als Fußballspieler.

## Erfolge
SC Independiente
- Argentinischer Meister: 1993/94 (Clausura)

Universitario de Deportes
- Peruanischer Meister: 2002 (Apertura)